# Project No.9
Project No.9, Inc. (株式会社project No.9 Kabushiki-gaisha Purojekuto Nanbā Nain?), estilizado como project No.9 INC, es un estudio de animación japonés establecido el 9 de febrero de 2009.

## Obras
Las siguientes listas muestran los trabajos que ha tenido Project No.9 como estudio de animación.

### Series de televisión
| Año  | Título                                                                         | Director(es)       | Fecha de primera transmisión | Fecha de última transmisión | Eps. | Notas | Refs.                |
| ---- | ------------------------------------------------------------------------------ | ------------------ | ---------------------------- | --------------------------- | ---- | --- | -------------------- |
| 2011 | Ro-Kyu-Bu!                                                                     | Keizō Kusakawa     | 1 de julio de 2011           | 24 de septiembre de 2011    | 12   | Adaptación de las novelas ligeras escritas por Sagu Aoyama e ilustradas por Tinkle. Coproducción junto a Studio Blanc. |                      |
| 2013 | Ro-Kyu-Bu! SS                                                                  | Keizō Kusakawa     | 5 de julio de 2013           | 27 de septiembre de 2013    | 12   | Secuela de Ro-Kyu-Bu!: Tomoka no Ichigo Sundae.                                                                        |                      |
| 2014 | Saikin, Imōto no Yōsu ga Chotto Okaishiinda ga.                                | Hiroyuki Hata      | 4 de enero de 2014           | 22 de marzo de 2014         | 12   | Adaptación del manga escrito e ilustrado por Mari Matsuzawa.                                                           |                      |
| 2014 | Momo Kyun Sword                                                                | Shinsuke Yanagi    | 8 de julio de 2014           | 23 de septiembre de 2014    | 12   | Adaptación de las novelas ligeras escritas por Kibidango Project. Coproducción junto a Tri-Slash.                      | [ 1 ]                |
| 2016 | Shōjo-tachi wa Kōya wo Mezasu                                                  | Takuya Satō        | 7 de enero de 2016           | 24 de marzo de 2016         | 12   | Adaptación de la novela visual desarrollada por Minato Soft.                                                           | [ 2 ]                |
| 2016 | Netoge no Yome wa Onna no Ko Janai to Omotta?                                  | Shinsuke Yanagi    | 7 de abril de 2016           | 23 de junio de 2016         | 12   | Adaptación de las novelas ligeras escritas por Shibai Kineko e ilustradas por Hisasi.                                  | [ 3 ]                |
| 2017 | Tenshi no 3P!                                                                  | Shinsuke Yanagi    | 10 de julio de 2017          | 25 de septiembre de 2017    | 12   | Adaptación de las novelas ligeras escritas por Sagu Aoyama e ilustradas por Tinkle.                                    | [ 4 ]                |
| 2017 | Jikan no Shihaisha                                                             | Masato Matsune     | 7 de julio de 2017           | 30 de septiembre de 2017    | 12   | Adaptación del manhua escrito e ilustrado por Jea Pon.                                                                 | [ 5 ]                |
| 2017 | Kenka Banchō Otome: Girl Beats Boys                                            | Noriaki Saitō      | 12 de abril de 2017          | 28 de junio de 2017         | 12   | Adaptación del manga escrito e ilustrado por Chie Shimada.                                                             | [ 6 ]                |
| 2018 | Ryūō no Oshigoto!                                                              | Shinsuke Yanagi    | 8 de enero de 2018           | 26 de marzo de 2018         | 12   | Adaptación de las novelas ligeras escritas por Shirow Shiratori e ilustradas por Shirabi.                              |                      |
| 2018 | Yume Ōkoku to Nemureru 100-Nin no Ōji-sama                                     | Shin Katagai       | 5 de julio de 2018           | 20 de septiembre de 2018    | 12   | Adaptación del videojuego desarrollado por GCrest.                                                                     |                      |
| 2019 | Mini Toji                                                                      | Yū Nobuta          | 12 de enero de 2019          | 16 de marzo de 2019         | 10   | Secuela de Mini Toji: Kanami-Mihono no "Toji Miko Taidō-hen" 205-byō de Shōkai Tokuban!.                               |                      |
| 2019 | Pastel Memories                                                                | Yasuyuki Shinozaki | 8 de enero de 2019           | 26 de marzo de 2019         | 12   | Adaptación del videojuego desarrollado por FuRyu.                                                                      | [ 7 ]                |
| 2019 | Chōjin-Kōkōseitachi wa Isekai demo Yoyu de Ikinuku Yōdesu!                     | Shinsuke Yanagi    | 3 de octubre de 2019         | 19 de diciembre de 2019     | 12   | Adaptación de las novelas ligeras escritas por Riku Misora e ilustradas por Sacraneco.                                 |                      |
| 2019 | Watashi, Nōryoku wa Heikinchi de tte Itta yo ne!                               | Masahiko Ōta       | 7 de octubre de 2019         | 23 de diciembre de 2019     | 12   | Adaptación de las novelas ligeras escritas por FUNA e ilustradas por Itsuki Akata.                                     |                      |
| 2020 | Shironeko Project: Zero Chronicle                                              | Masato Jinbo       | 6 de abril de 2020           | 22 de junio de 2020         | 12   | Adaptación del videojuego desarrollado por Colopl.                                                                     |                      |
| 2020 | Dokyū Hentai HxEros                                                            | Masato Jinbo       | 3 de julio de 2020           | 25 de septiembre de 2020    | 12   | Adaptación del manga escrito e ilustrado por Ryōma Kitada.                                                             | [ 8 ]                |
| 2021 | Jaku-Chara Tomozaki-kun                                                        | Shinsuke Yanagi    | 8 de enero de 2021           | 26 de marzo de 2021         | 12   | Adaptación de las novelas ligeras escritas por Yūki Yaku e ilustradas por Fly.                                         |                      |
| 2021 | Hige wo Soru. Soshite Joshi Kōsei wo Hirou.                                    | Manabu Kamikita    | 5 de abril de 2021           | 28 de junio de 2021         | 13   | Adaptación de las novelas ligeras escritas por Shimesaba e ilustradas por booota.                                      | [ 9 ]                |
| 2022 | Koi wa Sekai Seifuku no Ato de                                                 | Kazuya Iwata       | 8 de abril de 2022           | 24 de junio de 2022         | 12   | Adaptación del manga escrito por Hiroshi Noda e ilustrado por Takahiro Wakamatsu.                                      | [ 10 ]               |
| 2022 | Shachiku-san wa Yōjo Yūrei ni Iyasaretai                                       | Kū Nabara          | 7 de abril de 2022           | 23 de junio de 2022         | 12   | Adaptación del manga escrito e ilustrado por Imari Arita.                                                              | [ 11 ]               |
| 2022 | Mamahaha no Tsurego ga Motokano datta                                          | Shinsuke Yanagi    | 6 de julio de 2022           | 21 de septiembre de 2022    | 12   | Adaptación de las novelas ligeras escritas por Kyōsuke Kamishiro e ilustradas por Takayaki.                            |                      |
| 2023 | Otonari no Tenshi-sama ni Itsunomanika Dame Ningen ni Sareteita Ken            | Ken'ichi Imaizumi  | 7 de enero de 2023           | 25 de marzo de 2023         | 12   | Adaptación de las novelas ligeras escritas por Saekisan e ilustradas por Hanekoto.                                     | [ 12 ]               |
| 2023 | Uchi no Kaisha no Chīsai Senpai no Hanashi                                     | Mitsutoshi Satō    | 2 de julio de 2023           | 1 de octubre de 2023        | 12   | Adaptación del manga escrito e ilustrado por Saisō.                                                                    | [ 13 ]               |
| 2023 | Ojō to Banken-kun                                                              | Yoshihiro Takamoto | 29 de septiembre de 2023     | 22 de diciembre de 2023     | 13   | Adaptación del manga escrito e ilustrado por Hatsuharu.                                                                | [ 14 ]               |
| 2023 | Hikikomari Kyūketsu Hime no Monmon                                             | Tatsuma Minamikawa | 7 de octubre de 2023         | 30 de diciembre de 2023     | 12   | Adaptación de las novelas ligeras escritas por Kotei Kobayashi e ilustradas por Nanami Narumi.                         | [ 15 ]               |
| 2023 | Buta no Liver wa Kanetsu Shiro                                                 | Masayuki Takahashi | 8 de octubre de 2023         | 6 de febrero de 2024        | 12   | Adaptación de las novelas ligeras escritas por Takuma Sakai e ilustradas por Asagi Tōsaka.                             | [ 16 ]               |
| 2024 | Jaku-Chara Tomozaki-kun 2nd Stage                                              | Shinsuke Yanagi    | 3 de enero de 2024           | 27 de marzo de 2024         | 13   | Secuela de Jaku-Chara Tomozaki-kun.                                                                                    | [ 17 ] [ 18 ]        |
| 2024 | Senpai wa Otokonoko                                                            | Shinsuke Yanagi    | 5 de julio de 2024           | 27 de septiembre de 2024    | 12   | Adaptación del manga escrito e ilustrado por Pom.                                                                      | [ 19 ] [ 20 ] [ 21 ] |
| 2024 | Naze Boku no Sekai o Dare mo Oboeteinai no ka?                                 | Tatsuma Minamikawa | 13 de julio de 2024          | 28 de septiembre de 2024    | 12   | Adaptación de las novelas ligeras escritas por Kei Sazane e ilustradas por Neco.                                       | [ 22 ] [ 23 ] [ 24 ] |
| 2025 | Ameku Takao no Suiri Karte                                                     | Kazuya Iwata       | 2 de enero de 2025           | 3 de abril de 2025          | 13   | Adaptación de las novelas ligeras escritas por Mikito Chinen e ilustradas por Hiroki Ohara.                            | [ 25 ] [ 26 ]        |
| 2026 | Otonari no Tenshi-sama ni Itsunomanika Dame Ningen ni Sareteita Ken 2nd Season | Chihiro Kumano     | Abril de 2026                | —                           | —    | Secuela de Otonari no Tenshi-sama ni Itsunomanika Dame Ningen ni Sareteita Ken.                                        | [ 27 ]               |
| 2026 | Tōmei Otoko to Ningen Onna: Sonouchi Fūfu ni Naru Futari                       | Mitsuho Seta       | 2026                         | —                           | —    | Adaptación del manga escrito e ilustrado por Iwatobineko.                                                              | [ 28 ]               |

### Películas
| Año  | Título                                    | Director(es)    | Fecha de lanzamiento  | Duración | Notas                           | Refs.  |
| ---- | ----------------------------------------- | --------------- | --------------------- | -------- | ------------------------------- | ------ |
| 2025 | Senpai wa Otokonoko Movie: Ame Nochi Hare | Shinsuke Yanagi | 14 de febrero de 2025 | 82m      | Secuela de Senpai wa Otokonoko. | [ 29 ] |

### ONAs
| Año  | Título        | Director(es) | Fecha de primera transmisión | Fecha de última transmisión | Eps. | Notas                                                     | Refs.         |
| ---- | ------------- | ------------ | ---------------------------- | --------------------------- | ---- | --------------------------------------------------------- | ------------- |
| 2021 | Yōjo Shachō   | Kazuya Iwata | 1 de enero de 2021           | 1 de enero de 2021          | 13   | Adaptación del manga escrito e ilustrado por Odeko Fujii. | [ 30 ] [ 31 ] |
| 2023 | Yōjo Shachō R | Kazuya Iwata | 1 de julio de 2023           | 23 de septiembre de 2023    | 13   | Secuela de Yōjo Shachō.                                   | [ 32 ]        |

### OVAs
| Año  | Título                                              | Director(es)    | Fecha de primera transmisión | Fecha de última transmisión | Eps. | Notas                                                        | Refs.  |
| ---- | --------------------------------------------------- | --------------- | ---------------------------- | --------------------------- | ---- | ------------------------------------------------------------ | ------ |
| 2012 | Zettai Junpaku: Mahō Shōjo                          | Shinsuke Yanagi | 12 de agosto de 2012         | 12 de agosto de 2012        | 1    | Adaptación del dōjinshi. Coproducción junto a Barnum Studio. |        |
| 2013 | Ro-Kyu-Bu!: Tomoka no Ichigo Sundae                 | Keizō Kusakawa  | 20 de junio de 2013          | 20 de junio de 2013         | 1    | Secuela de Ro-Kyu-Bu!.                                       |        |
| 2014 | Saikin, Imōto no Yōsu ga Chotto Okaishiinda ga. OVA | Hiroyuki Hata   | 30 de junio de 2014          | 30 de junio de 2014         | 1    | Secuela de Saikin, Imōto no Yōsu ga Chotto Okaishiinda ga.   | [ 33 ] |
| 2016 | Shōjo-tachi wa Kōya wo Mezasu OVA                   | Takuya Satō     | 25 de marzo de 2016          | 25 de marzo de 2016         | 1    | Adaptación de la novela visual desarrollada por Minato Soft. | [ 34 ] |
| 2020 | Toji no Miko: Kizamishi Issen no Tomoshibi OVA      | Yū Nobuta       | 25 de octubre de 2020        | 29 de noviembre de 2020     | 2    | Historia original.                                           | [ 35 ] |
| 2020 | Dokyū Hentai HxEros OVA                             | Masato Jinbo    | 4 de noviembre de 2020       | 4 de marzo de 2021          | 2    | Historia original de Dokyū Hentai HxEros.                    |        |